# M12 (astronomia)
M 12 (conosciuto anche come NGC 6218) è un ammasso globulare visibile nella costellazione dell'Ofiuco.

## Osservazione

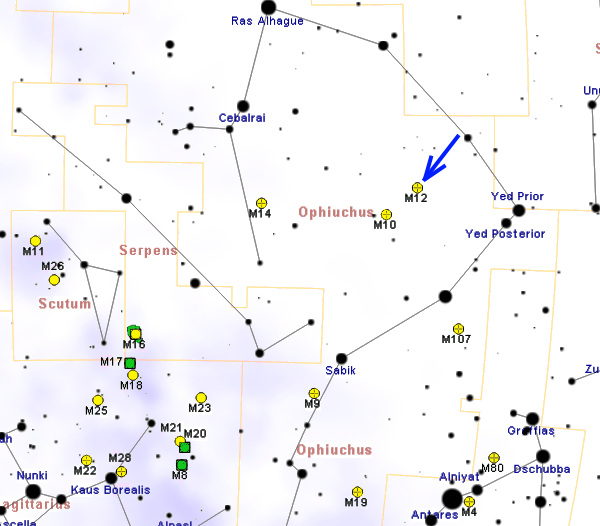
Mappa per individuare M12.

M12 si individua con alcune difficoltà a causa della sua posizione particolarmente isolata, lontana da astri luminosi; per reperire la sua posizione conviene partire da M10, un ammasso globulare vicino e più luminoso: una volta individuato, ci si sposta circa 3,4° in direzione nord-ovest. M12 si osserva con facilità con un binocolo, in cui appare dall'aspetto simile a una macchia lattiginosa. Usando strumenti con apertura di 150mm di diametro o superiore, l'ammasso comincia ad essere risolto in stelle e quindi mostra un aspetto granuloso. Un telescopio da 200-250mm permette di avere una buona visione.
M12 può essere osservato da tutte aree popolate della Terra, grazie al fatto che è situato estremamente vicino all'equatore celeste; non esiste pertanto un emisfero privilegiato per la sua osservazione e dalle coppie di latitudini simili dei due emisferi l'oggetto si presenta quasi alla stessa altezza nel cielo. Mentre dall'emisfero nord è un oggetto dei cieli estivi, dall'emisfero sud è caratteristico dei mesi invernali. Il periodo migliore per la sua osservazione nel cielo serale è quello compreso fra maggio e settembre.

## Storia delle osservazioni
M12 fu scoperto da Charles Messier nel 1764 che lo descrisse così: "Nebulosa scoperta nel Serpente, tra il braccio e il lato sinistro di Ofiuco: questa nebulosa non contiene alcuna stella, è rotonda e la sua luce è debole; vicino a questa nebulosa c'è una stella di nona magnitudine. M. Messier l'ha riportata sulla seconda Carta della Cometa osservata nel 1769...Rivista il 6 marzo 1781.". L'ammasso è stato risolto in stelle per la prima volta da William Herschel, nel 1783.

## Caratteristiche
L'ammasso dista da noi 16.000 anni luce e ha un diametro apparente di 16,0', che corrisponde a un diametro reale di 75 anni luce.
È uno degli ammassi con la minore densità di stelle, tanto che un tempo si pensava fosse un ammasso aperto molto riunito. 
Le stelle più brillanti dell'ammasso hanno una magnitudine di +12. Nell'ammasso sono state scoperte 13 stelle variabili. M12 si dirige verso di noi alla velocità di 16 km/s.

### Libri
- (EN) Stephen James O'Meara, Deep Sky Companions: The Messier Objects, Cambridge University Press, 1998, ISBN 0-521-55332-6.

### Carte celesti
- Toshimi Taki, Taki's 8.5 Magnitude Star Atlas, su geocities.jp, 2005. URL consultato il 7 novembre 2010 (archiviato dall'url originale il 5 novembre 2018). - Atlante celeste liberamente scaricabile in formato PDF.
- Tirion, Rappaport, Lovi, Uranometria 2000.0 - Volume II - The Southern Hemisphere to +6°, Richmond, Virginia, USA, Willmann-Bell, inc., 1987, ISBN 0-943396-15-8.
- Tirion, Sinnott, Sky Atlas 2000.0 - Second Edition, Cambridge, USA, Cambridge University Press, 1998, ISBN 0-933346-90-5.
- Tirion, The Cambridge Star Atlas 2000.0, 3ª ed., Cambridge, USA, Cambridge University Press, 2001, ISBN 0-521-80084-6.